# Módulo de Embarque Universal
O Módulo de Embarque Universal (UDM - Universal Docking Module) desenvolvido pela Rússia seria um entroncamento de quatro outros módulos da zona russa da Estação Espacial Internacional (ISS). Os russos cancelaram este módulo, que será substituído por uma versão melhorada do módulo de reserva FGB-2, que se encontra 80% completo.
Este módulo estaria acoplado ao módulo Zvezda, voltado para a Terra.. A outra extremidade estaria ligada com o Módulo de Investigação russo e o compartimento de embarque SO2. O UDM iria incluir um sistema de controlo ambiental para permitir a membros adicionais na tripulação da ISS. O projecto previa portas de embarque compatíveis com veículos russos e norte-americanos. O UDM iria pressurizar a passagem entre os três módulos, bem como entre as Soyuz TM, Progress M1 e outras naves russas.